# Montaigu-de-Quercy
Montaigu-de-Quercy (okzitanisch: Montagut de Carcin) ist eine französische Gemeinde mit 1.295 Einwohnern (Stand: 1. Januar 2022) im Département Tarn-et-Garonne in der Region Okzitanien. Die Gemeinde liegt im Arrondissement Castelsarrasin und im Kanton Pays de Serres Sud-Quercy (bis 2015: Kanton Montaigu-de-Quercy). Die Einwohner werden Montacutains genannt.

## Geografische Lage

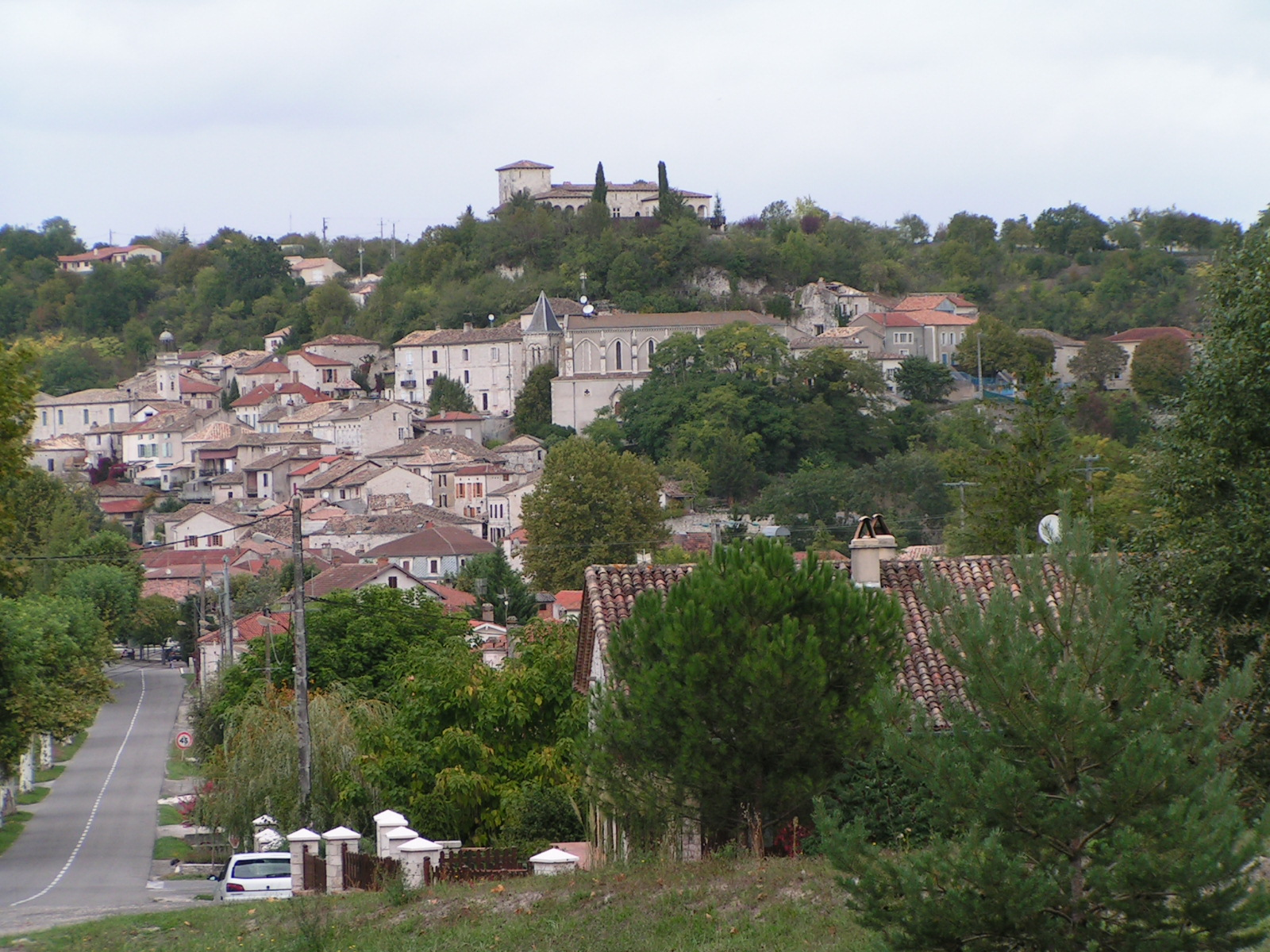
Blick auf Montaigu-de-Quercy

Montaigu-de-Quercy ist die nördlichste Gemeinde des Départements Tarn-et-Garonne. Sie liegt etwa 30 Kilometer nordöstlich von Agen im Tal der Petite Séoune. Im südlichen Gemeindegebiet verläuft ihr Zufluss Montsembosc (früher irreführend als Séoune bezeichnet). Umgeben wird Montaigu-de-Quercy von den Nachbargemeinden Tournon-d’Agenais und Courbiac im Norden, Porte-du-Quercy im Norden und Nordosten, Montcuq-en-Quercy-Blanc und Belvèze im Osten, Lauzerte im Südosten, Touffailles im Süden, Lacour im Südwesten, Roquecor im Westen sowie Anthé im Nordwesten und Norden.

## Demographie
| Einwohner                                                  | 1.589 | 1.596 | 1.481 | 1.526 | 1.634 | 1.440 | 1.421 | 1.370 |
| Ab 1962 offizielle Zahlen ohne Einwohner mit Zweitwohnsitz |       |       |       |       |       |       |       |       |

## Sehenswürdigkeiten

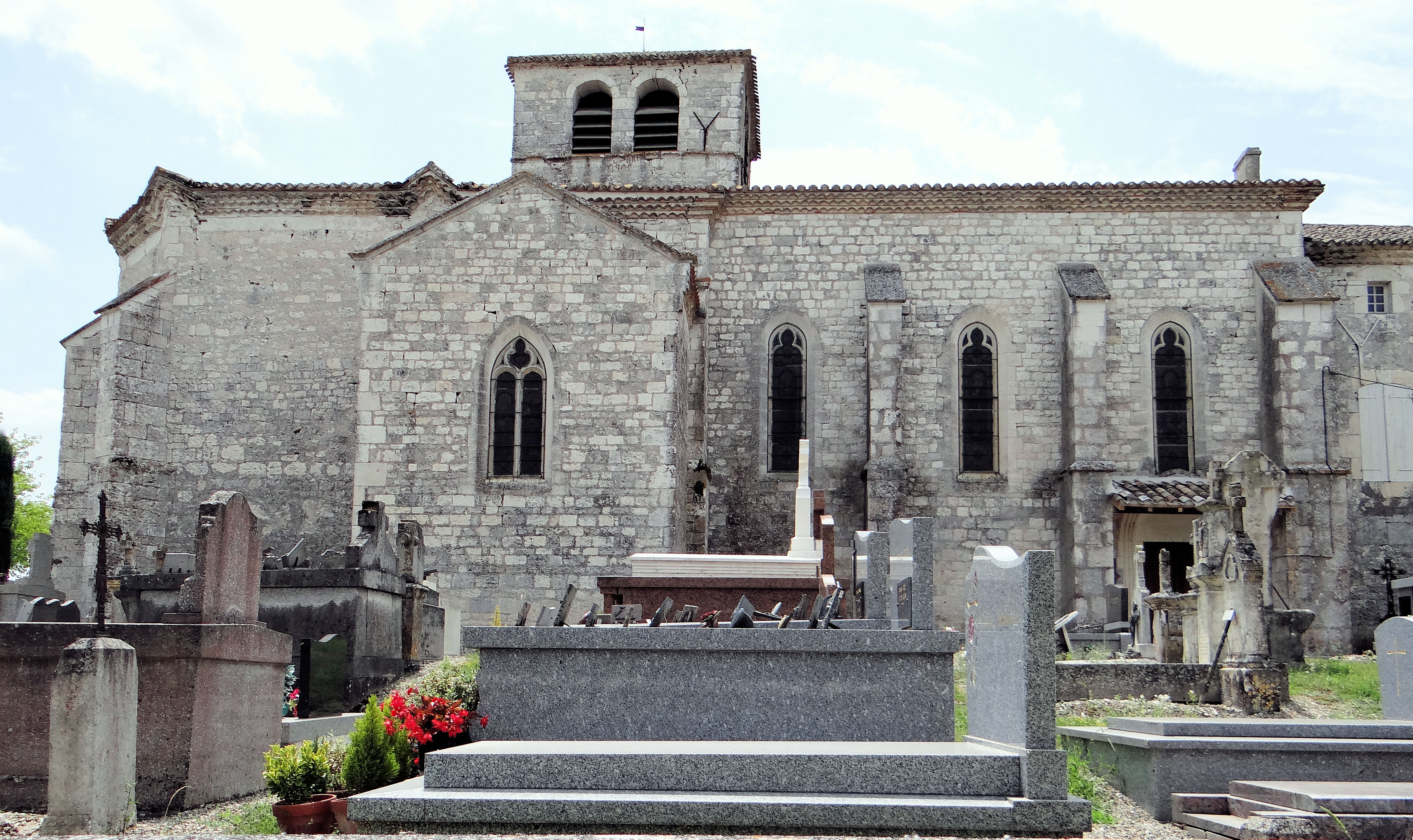
Kirche Notre-Dame in Gouts
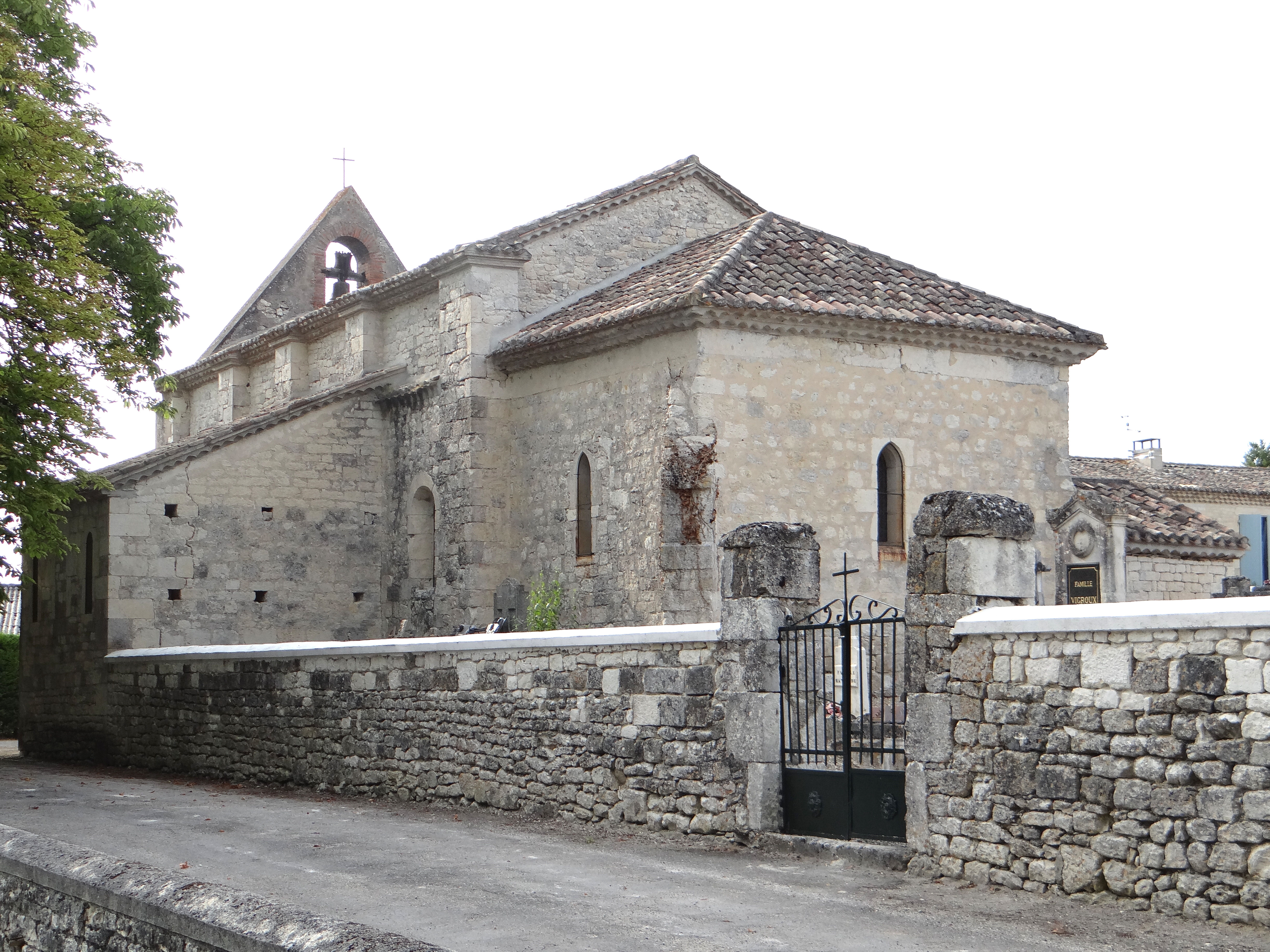
Kirche Saint-Pierre in Pervillac

- Kirche Notre-Dame in Gouts
- Kirche Saint-Pierre in Pervillac

## Persönlichkeiten
- John Wansbrough (1928–2002), Historiker
- Roger Whittaker (1936–2023), britischer Musiker